# Encarsia
Encarsia is een geslacht van vliesvleugeligen uit de familie van de Aphelinidae. De wetenschappelijke naam van dit geslacht is voor het eerst geldig gepubliceerd in 1878 door Förster.

## Soorten
Het geslacht Encarsia omvat de volgende soorten:
- Encarsia abatei Viggiani, 1982
- Encarsia abundantia Chou & Su, 1996
- Encarsia acaudaleyrodis Hayat, 1976
- Encarsia accenta Schmidt & Naumann, 2001
- Encarsia adela Schmidt & Polaszek, 2007
- Encarsia adusta Schmidt & Naumann, 2001
- Encarsia aethiopica Viggiani, 1989
- Encarsia aferi Schmidt & Polaszek, 2007
- Encarsia affectata (Silvestri, 1930)
- Encarsia africana (Hill, 1970)
- Encarsia albiscutellum (Girault, 1913)
- Encarsia alboscutellaris De Santis, 1979
- Encarsia aldrichi Schmidt & Polaszek, 2007
- Encarsia alemansoori Rasekh & Polaszek, 2010
- Encarsia aleurochitonis (Mercet, 1931)
- Encarsia aleurodici (Girault, 1916)
- Encarsia aleuroilicis Viggiani, 1982
- Encarsia aleuroplati Viggiani, 1987
- Encarsia aleurothrixi Evans & Polaszek, 1998
- Encarsia aleurotubae Viggiani, 1982
- Encarsia altacima Myartseva & Evans, 2008
- Encarsia alvaradoi Myartseva & Evans, 2008
- Encarsia amabilis (Huang & Polaszek, 1996)
- Encarsia ameca Myartseva, 2007
- Encarsia americana (DeBach & Rose, 1981)
- Encarsia amicula Viggiani & Ren, 1986
- Encarsia ancistrocera Huang & Polaszek, 1998
- Encarsia ancora Schmidt & Polaszek, 2007
- Encarsia andrewi Myartseva & Coronado Blanco, 2008
- Encarsia antennata Myartseva, 2008
- Encarsia antiopa (Girault, 1913)
- Encarsia aonidiae Howard, 1896
- Encarsia arabica Hayat, 1989
- Encarsia armata (Silvestri, 1927)
- Encarsia armillata Schmidt & Polaszek, 2007
- Encarsia aseta Hayat & Polaszek, 1992
- Encarsia asfar Hayat, 2012
- Encarsia ashmeadi (Girault, 1915)
- Encarsia aspidioticola (Mercet, 1929)
- Encarsia assamensis Hayat, 2012
- Encarsia asterobemisiae Viggiani & Mazzone, 1980
- Encarsia atlantica Polaszek & Hernández, 2003
- Encarsia aurantii (Howard, 1894)
- Encarsia aureola (Girault, 1913)
- Encarsia aurithorax Girault, 1913
- Encarsia axacaliae Abd-Rabou & Ghahari, 2007
- Encarsia azimi Hayat, 1986
- Encarsia azteca Myartseva & Evans, 2008
- Encarsia bangalorensis Hayat, 1989
- Encarsia basicincta Gahan, 1927
- Encarsia bella (Gahan, 1927)
- Encarsia bellottii Evans & Castillo, 1998
- Encarsia bennetti Hayat, 1984
- Encarsia berlesei (Howard, 1906)
- Encarsia bicolor (Timberlake, 1926)
- Encarsia bifasciata Schmidt & Polaszek, 2007
- Encarsia bimaculata Heraty & Polaszek, 2000
- Encarsia bolangera Hayat, 2012
- Encarsia borkusiensis Hayat, 2012
- Encarsia boswelli (Girault, 1915)
- Encarsia bothrocera Huang & Polaszek, 1998
- Encarsia brachyura Huang & Polaszek, 1998
- Encarsia brahmsi (Girault, 1933)
- Encarsia brasiliensis (Hempel, 1904)
- Encarsia brevicalcar Hayat, 2012
- Encarsia brevivalvula Hayat, 1989
- Encarsia brevivena Hayat, 1989
- Encarsia brimblecombei (Girault, 1933)
- Encarsia brittanica (Girault, 1915)
- Encarsia brunnea (Howard, 1908)
- Encarsia bunyae Schmidt & Polaszek, 2007
- Encarsia caelata Schmidt & Polaszek, 2007
- Encarsia caelibaris (Mercet, 1931)
- Encarsia californica Polaszek, 2004
- Encarsia capensis Schmidt & Polaszek, 2007
- Encarsia cappa Schmidt & Polaszek, 2007
- Encarsia cassida Schmidt & Polaszek, 2007
- Encarsia catemaco Myartseva, 2007
- Encarsia catherineae (Dozier, 1933)
- Encarsia cerataphivora Evans, 1995
- Encarsia chaetogastra Schmidt & Polaszek, 2007
- Encarsia chaoi Huang & Polaszek, 1998
- Encarsia chauliodoa Schmidt & Polaszek, 2007
- Encarsia cibcensis Lopez-Avila, 1987
- Encarsia ciliata (Gahan, 1927)
- Encarsia circumsculpturata Viggiani, 1985
- Encarsia citrella (Howard, 1908)
- Encarsia citri (Ishii, 1938)
- Encarsia citricola Myartseva, 2007
- Encarsia citrina (Craw, 1891)
- Encarsia citrofila (Silvestri, 1927)
- Encarsia clara (Dodd, 1917)
- Encarsia clariscutellum (Girault, 1915)
- Encarsia clavata Myartseva & González, 2008
- Encarsia clypealis (Silvestri, 1927)
- Encarsia coimbatorensis Hayat, 1989
- Encarsia colima Myartseva, 2005
- Encarsia collecta Chou & Su, 1996
- Encarsia confusa Hayat, 1989
- Encarsia coquilletti Howard, 1895
- Encarsia coryli Viggiani, 1981
- Encarsia costaricensis Evans & Angulo, 1996
- Encarsia craspedia Schmidt & Polaszek, 2007
- Encarsia cubensis Gahan, 1931
- Encarsia curtifuniculata Huang & Polaszek, 1998
- Encarsia cybele Girault, 1913
- Encarsia dalbulae Polaszek & Luft Albarracin, 2011
- Encarsia davidi Viggiani & Mazzone, 1980
- Encarsia desantisi Viggiani, 1985
- Encarsia despecta Schmidt & Polaszek, 2007
- Encarsia dewa Pedata & Polaszek, 2003
- Encarsia dialeurodis Hayat, 1989
- Encarsia dialeuroporae Viggiani, 1985
- Encarsia diaspidicola (Silvestri, 1909)
- Encarsia dichroa (Mercet, 1930)
- Encarsia dispersa Polaszek, 2004
- Encarsia divergens (Silvestri, 1926)
- Encarsia dmitrii Myartseva, 2007
- Encarsia dominicana Evans, 2002
- Encarsia duorunga Hayat, 1989
- Encarsia echinocera Huang & Polaszek, 1998
- Encarsia ectophaga (Silvestri, 1935)
- Encarsia elcielica Myartseva & Evans, 2008
- Encarsia elegans Masi, 1911
- Encarsia elegantula Viggiani, 1987
- Encarsia escama Myartseva, 2008
- Encarsia estrellae Manzari & Polaszek, 2002
- Encarsia eugeniae (Risbec, 1952)
- Encarsia exornata Huang & Polaszek, 1998
- Encarsia explorata (Silvestri, 1930)
- Encarsia exserta Huang & Polaszek, 1998
- Encarsia farinaria Schmidt & Polaszek, 2007
- Encarsia farmani Hayat, 2012
- Encarsia fasciata (Malenotti, 1917)
- Encarsia fasciola Schmidt & Polaszek, 2007
- Encarsia fernandae Sánchez-Flores & Myartseva, 2017
- Encarsia filicornis Mercet, 1912
- Encarsia flava (Compere, 1936)
- Encarsia flavescens Huang & Polaszek, 1998
- Encarsia flaviceps Myartseva, 2007
- Encarsia flavoscutellum Zehntner, 1900
- Encarsia flexa Huang & Polaszek, 1998
- Encarsia florena Myartseva & Evans, 2008
- Encarsia formosa Gahan, 1924
- Encarsia fujianensis Huang & Polaszek, 1998
- Encarsia funiculata Myartseva & Evans, 2008
- Encarsia fursovi Myartseva & Evans, 2008
- Encarsia fusca (Compere, 1936)
- Encarsia fuzhouensis Huang & Polaszek, 1998
- Encarsia galilea Rivnay, 1988
- Encarsia gallardoi Marelli, 1933
- Encarsia gallicola (Risbec, 1952)
- Encarsia gaonae Myartseva & Evans, 2008
- Encarsia gautieri (Mercet, 1928)
- Encarsia gerlingi Viggiani, 1989
- Encarsia gigas (Chumakova, 1957)
- Encarsia gracilens Huang & Polaszek, 1998
- Encarsia grotei (Girault, 1931)
- Encarsia guadeloupae Viggiani, 1987
- Encarsia guajavae Myartseva, 2007
- Encarsia guamuchil Myartseva & Evans, 2008
- Encarsia guangxingana Shih, Ko & Polaszek, 2008
- Encarsia gunturensis (Azim & Shafee, 1980)
- Encarsia haitiensis Dozier, 1932
- Encarsia hamata Huang & Polaszek, 1998
- Encarsia hamoni Evans & Polaszek, 1998
- Encarsia hamulata Huang & Polaszek, 1998
- Encarsia hansoni Evans & Polaszek, 1998
- Encarsia hapalia Schmidt & Polaszek, 2007
- Encarsia heratyi Polaszek, 2011
- Encarsia hitam Hayat, 2012
- Encarsia horatii (Girault, 1939)
- Encarsia hragila Hayat, 2012
- Encarsia inaron (Walker, 1839)
- Encarsia indica (Shafee, 1973)
- Encarsia indigoferae Polaszek & Manzari, 2008
- Encarsia inida Hayat, 2012
- Encarsia inquirenda (Silvestri, 1930)
- Encarsia inserens (Silvestri, 1930)
- Encarsia insignis Schmidt & Polaszek, 2007
- Encarsia insulana Hayat, 1989
- Encarsia intermedia (Ferrière, 1961)
- Encarsia interstrica Huang & Polaszek, 1998
- Encarsia iris (Girault, 1930)
- Encarsia isaaci Mani, 1941
- Encarsia ishii (Silvestri, 1926)
- Encarsia ixorae Krishnan & Vasantharaj David, 1996
- Encarsia japonica Viggiani, 1981
- Encarsia jowaiana Hayat, 2012
- Encarsia juanae Myartseva & Evans, 2008
- Encarsia justicia Girault, 1913
- Encarsia kalamundae Schmidt & Polaszek, 2007
- Encarsia kasparyani Myartseva & Evans, 2008
- Encarsia kemneri (Ahlberg, 1947)
- Encarsia khadijae Hayat, 2012
- Encarsia koebelei (Howard, 1908)
- Encarsia lacuma Myartseva & Evans, 2008
- Encarsia lahorensis (Howard, 1911)
- Encarsia lanceolata Evans & Polaszek, 1997
- Encarsia lasallei Huang & Polaszek, 1998
- Encarsia latipennis (Compere, 1936)
- Encarsia lehri Yasnosh, 1989
- Encarsia leptosa Schmidt & Polaszek, 2007
- Encarsia leucaenae Myartseva & Evans, 2008
- Encarsia leucaspidis (Mercet, 1912)
- Encarsia leucippi (Girault, 1936)
- Encarsia levadicola Polaszek & Hernández, 2003
- Encarsia levo Hayat, 2006
- Encarsia liliyingae Viggiani & Ren, 1987
- Encarsia lineolata Shih, Ko & Polaszek, 2008
- Encarsia lipaleyrodis Krishnan & Vasantharaj David, 1996
- Encarsia llera Myartseva & Evans, 2008
- Encarsia llerica Myartseva & Evans, 2008
- Encarsia longicauda Hayat, 1989
- Encarsia longicornis Mercet, 1928
- Encarsia longifasciata Subba Rao, 1984
- Encarsia longisetae Viggiani, 1989
- Encarsia longisetosa Schmidt & Polaszek, 2007
- Encarsia longispina Schmidt & Polaszek, 2007
- Encarsia longivalvula Viggiani, 1985
- Encarsia lopezi Blanchard, 1942
- Encarsia lougae (Risbec, 1951)
- Encarsia lounsburyi (Berlese & Paoli, 1916)
- Encarsia luoae Huang & Polaszek, 1998
- Encarsia lutea (Masi, 1909)
- Encarsia luteola Howard, 1895
- Encarsia lycopersici De Santis, 1957
- Encarsia macoensis Abd-Rabou & Ghahari, 2007
- Encarsia macroptera Viggiani, 1985
- Encarsia macula Myartseva & Evans, 2008
- Encarsia maculata Schmidt & Polaszek, 2007
- Encarsia madera Myartseva, 2009
- Encarsia magnalata Shih, Ko & Polaszek, 2008
- Encarsia magniclava (Girault, 1915)
- Encarsia magnivena Huang & Polaszek, 1998
- Encarsia mahoniae Myartseva & Evans, 2008
- Encarsia margaritiventris (Mercet, 1931)
- Encarsia marginata Huang & Polaszek, 1998
- Encarsia maria (Girault, 1931)
- Encarsia marinikia Yasnosh, 1989
- Encarsia maritima Yasnosh, 1989
- Encarsia marxi (Girault, 1936)
- Encarsia maura Schmidt & Polaszek, 2007
- Encarsia meghalayana Hayat, 2012
- Encarsia melanostoma Polaszek & Hernández, 2003
- Encarsia merceti Silvestri, 1926
- Encarsia meritoria Gahan, 1927
- Encarsia mescheryakovi Yasnosh, 1995
- Encarsia metallicus (Risbec, 1952)
- Encarsia mexicana Myartseva, 2007
- Encarsia mexicella Myartseva, 2009
- Encarsia microtricha Huang & Polaszek, 1998
- Encarsia mineoi Viggiani, 1982
- Encarsia minuta Viggiani, 1989
- Encarsia moctezumana Myartseva & Evans, 2008
- Encarsia moffsi Hulden, 1986
- Encarsia mohyuddini Shafee & Rizvi, 1982
- Encarsia mollicellae Polaszek & Luft Albarracin, 2011
- Encarsia morela Myartseva, 2010
- Encarsia muliyali Mani, 1941
- Encarsia multiciliata Huang & Polaszek, 1998
- Encarsia nanjingensis Huang & Polaszek, 1998
- Encarsia narayanani Agarwal, 1964
- Encarsia narroi Gómez & Garcia, 2000
- Encarsia neocala Heraty & Polaszek, 2000
- Encarsia neocitricola Özdikmen, 2011
- Encarsia neoporteri Myartseva & Evans, 2008
- Encarsia nepalensis (Polaszek & Hayat, 1992)
- Encarsia nigricephala Dozier, 1937
- Encarsia nigrifemur (Girault, 1914)
- Encarsia nigriventris (Girault, 1913)
- Encarsia niigatae (Nakayama, 1921)
- Encarsia nipponica Silvestri, 1927
- Encarsia nitella Schmidt & Polaszek, 2007
- Encarsia noahi Polaszek & Hernández, 2003
- Encarsia noordami Polaszek, 1995
- Encarsia norani Hayat, 1989
- Encarsia notha Schmidt & Polaszek, 2007
- Encarsia noyesana Huang & Polaszek, 1998
- Encarsia noyesi (Hayat, 1983)
- Encarsia nupta (Silvestri, 1930)
- Encarsia oakeyensis Schmidt & Naumann, 2001
- Encarsia obliqua Schmidt & Polaszek, 2007
- Encarsia obtusiclava Hayat, 1989
- Encarsia occultans Hayat, 1998
- Encarsia olgae Schmidt & Polaszek, 2007
- Encarsia olivina (Masi, 1911)
- Encarsia opulenta (Silvestri, 1927)
- Encarsia orangae Raina, Khurad & Rathod, 1996
- Encarsia ossira Hayat, 2012
- Encarsia papaceki Schmidt & Polaszek, 2007
- Encarsia paracitrella Evans & Polaszek, 1997
- Encarsia paradiaspidicola Viggiani, 1989
- Encarsia parvella Silvestri, 1915
- Encarsia paucisetosa Schmidt & Polaszek, 2007
- Encarsia pauliani (Risbec, 1952)
- Encarsia pedana Schmidt & Polaszek, 2007
- Encarsia peltata (Cockerell, 1911)
- Encarsia perconfusa Evans & Abd-Rabou, 2005
- Encarsia perflava Hayat, 1989
- Encarsia pergandiella Howard, 1907
- Encarsia perniciosi (Tower, 1913)
- Encarsia perplexa Huang & Polaszek, 1998
- Encarsia perpulchella (Girault, 1915)
- Encarsia persequens Silvestri, 1927
- Encarsia perseus (Girault, 1917)
- Encarsia perstrenua (Silvestri, 1927)
- Encarsia peruviana (Rust, 1913)
- Encarsia phaea Huang & Polaszek, 1998
- Encarsia picithorax (Girault, 1915)
- Encarsia picta Huang & Polaszek, 1998
- Encarsia pilosa Schmidt & Polaszek, 2007
- Encarsia pinella Myartseva, 2001
- Encarsia pineti Myartseva & Evans, 2008
- Encarsia pithecura (Polaszek, 1999)
- Encarsia pitilla Myartseva & Evans, 2008
- Encarsia plana Viggiani & Ren, 1987
- Encarsia planchoniae Howard, 1896
- Encarsia plaumanni Viggiani, 1987
- Encarsia polaszeki Evans, 1997
- Encarsia porteri (Mercet, 1928)
- Encarsia portoricensis Howard, 1907
- Encarsia praecipua Schmidt & Polaszek, 2007
- Encarsia praegrandis Viggiani, 1985
- Encarsia primitiva Viggiani, 1987
- Encarsia prinslooi Pedata & Polaszek, 2003
- Encarsia prolata Schmidt & Polaszek, 2007
- Encarsia protransvena Viggiani, 1985
- Encarsia pseudoaonidiae (Ishii, 1938)
- Encarsia pseudocitrella Evans & Polaszek, 1997
- Encarsia pseudococci (Agarwal, 1964)
- Encarsia pulliclava (Girault, 1917)
- Encarsia punicae Hayat, 1998
- Encarsia pura Hayat, 1989
- Encarsia quaintancei Howard, 1907
- Encarsia quercicola (Howard, 1908)
- Encarsia ramsesi Polaszek, 1999
- Encarsia reeda Hayat, 2012
- Encarsia rentzi Schmidt & Polaszek, 2007
- Encarsia reticulata Rivnay, 1988
- Encarsia ruizi Myartseva & Evans, 2008
- Encarsia sankarani Hayat, 1989
- Encarsia scapeata Rivnay, 1988
- Encarsia scylla Schmidt & Polaszek, 2007
- Encarsia seminigriclava (Girault, 1913)
- Encarsia septentrionalis Hayat, 1989
- Encarsia shutovae Yasnosh, 1973
- Encarsia sikkimiana Hayat, 2012
- Encarsia silvestrii Viggiani & Mazzone, 1979
- Encarsia silvifilia (Girault, 1924)
- Encarsia singularis (Silvestri, 1930)
- Encarsia sinica Viggiani & Ren, 1993
- Encarsia siphonini Silvestri, 1915
- Encarsia smithi (Silvestri, 1926)
- Encarsia socratis (Girault, 1931)
- Encarsia sophia (Girault & Dodd, 1915)
- Encarsia spinosa Schmidt & Polaszek, 2007
- Encarsia stirlingia Schmidt & Polaszek, 2007
- Encarsia strenua (Silvestri, 1927)
- Encarsia subelongata Myartseva & Evans, 2008
- Encarsia subhyalina Schmidt & Polaszek, 2007
- Encarsia submetallica (Girault, 1930)
- Encarsia sueloderi Polaszek, 1994
- Encarsia superba Myartseva, 2008
- Encarsia swifti (Girault, 1915)
- Encarsia synaptocera Huang & Polaszek, 1998
- Encarsia tabacivora Viggiani, 1985
- Encarsia tachii (Polaszek & Hayat, 1992)
- Encarsia taciti (Girault, 1930)
- Encarsia taiwanensis (Chou & Chou, 1994)
- Encarsia tamaulipeca (Myartseva & Coronado-Blanco, 2002)
- Encarsia tampicana Myartseva, 2011
- Encarsia tapachula Myartseva, 2007
- Encarsia tarsalis Myartseva, 2008
- Encarsia telemachusi Evans, 2002
- Encarsia tennysoni (Girault, 1931)
- Encarsia terebrator (Shafee, 1974)
- Encarsia terebrella Myartseva, 2007
- Encarsia tetraleurodis Myartseva & Evans, 2008
- Encarsia thoracaphis (Ishii, 1938)
- Encarsia thoreauini (Girault, 1915)
- Encarsia tinctoriae Krishnan & Vasantharaj David, 1996
- Encarsia titillata Girault, 1926
- Encarsia totiaurea (Girault, 1930)
- Encarsia toticilia Girault, 1936
- Encarsia townsendi Howard, 1907
- Encarsia tremblayi Viggiani, 1987
- Encarsia trialeurodis Myartseva, 2008
- Encarsia tricolor Förster, 1878
- Encarsia trilineata Myartseva, 2007
- Encarsia tristis (Zehntner, 1896)
- Encarsia trivittata Hayat, 1989
- Encarsia trjapitzini Yasnosh, 1989
- Encarsia tuxpan Myartseva & Evans, 2008
- Encarsia tuxtla Myartseva, 2007
- Encarsia udaipuriensis (Shafee, 1973)
- Encarsia uncinata Schmidt & Polaszek, 2007
- Encarsia unfasciata (Girault, 1915)
- Encarsia unicitrella Evans & Polaszek, 1997
- Encarsia unisetae Myartseva & Evans, 2008
- Encarsia ustulata Schmidt & Naumann, 2001
- Encarsia vanharteni Viggiani, 1993
- Encarsia variegata Howard, 1908
- Encarsia verticina Myartseva & González, 2008
- Encarsia verticinella Özdikmen, 2011
- Encarsia viggianii Huang & Polaszek, 1998
- Encarsia whittieri Girault, 1915
- Encarsia woolleyi Myartseva & Evans, 2008